# Pfarrer Braun: Grimms Mördchen
Grimms Mördchen ist ein deutscher Fernsehfilm von Wolfgang F. Henschel aus dem Jahr 2010. Es handelt sich um die neunzehnte Episode der ARD-Kriminalfilmreihe Pfarrer Braun mit Ottfried Fischer in der Titelrolle.

## Handlung
Monsignore Mühlich hat einen Schulfreund, Pfarrer Hummel aus Kassel. Als er diesen tot auffindet, ernennt er, weil er nicht an einen natürlichen Tod glaubt, Pfarrer Braun zu Hummels Nachfolger. Mühlich und Hummel waren Ende der 1970er Jahre Mitwirkende bei einer Schneewittchen-Aufführung.
Plötzlich ist die Sterblichkeitsrate der damaligen Zwergendarsteller ungewöhnlich hoch.
Pfarrer Braun darf nun ausnahmsweise mit Erlaubnis ermitteln.
Geiger erwähnt in dieser Folge gegenüber Professor Penzkofer, dass er „… nur die Mittlere Reife“ habe. In der Folge Glück auf! Der Mörder kommt! allerdings erklärt er den Bergleuten: „Ich habe als Student mal im Braunkohletagebau gejobbt!“
Gomez spricht Mühlich mit „Tobi“ (Tobias) an. In der 1. Folge Der siebte Tempel stellt er sich Braun gegenüber aber mit „Msgr. Mühlich, Anselm Mühlich. Ich bin der Privatsekretär unseres Bischofs“ vor.

## Hintergrund
Für Grimms Mördchen wurde an Schauplätzen in Kassel, wie dem späteren UNESCO-Welterbe Bergpark Wilhelmshöhe, dem damaligen Brüder-Grimm-Museum oder der ehemaligen Bundesbank-Filiale sowie im Kasseler Umland gedreht. Die Erstausstrahlung fand Donnerstag, den 21. Oktober 2010 auf Das Erste und im ORF 2 statt.

## Kritik
Die Kritiker der Fernsehzeitschrift TV Spielfilm gaben dem Film die schlechteste Wertung, sie fanden, „es ist zum Gotterbarmen: Schon die Verniedlichung im Titel spricht Bände. Die hirnlosen Gags werden nur noch von den plump (Hansi Jochmann) bis peinlich (Peter Heinrich Brix) agierenden Mimen getoppt“ und zeigten mit dem Daumen nach unten. Sie konstatierten: „Unheimlich bräsige Märchenstunde.“